# Marquette-lez-Lille
Marquette-lez-Lille é uma comuna francesa na região administrativa de Altos da França, no departamento do Norte. Estende-se por uma área de 4.86 km². Em 2010 a comuna tinha 10 420 habitantes (densidade: 2 144 hab./km²).